# リパブリック讃歌
リパブリック讃歌（リパブリックさんか、原題: The Battle Hymn of the Republic）は、アメリカ合衆国の民謡・愛国歌・賛歌であり、南北戦争での北軍の行軍曲である。作詞者は詩人のジュリア・ウォード・ハウであり、軍歌の作詞を女性が務めた珍しい事例である。原題を日本語で直訳すると「共和国の戦闘讃歌」となる。

## 経緯

### やあ、兄弟達よ、我らに会わないか
元々のメロディはウィリアム・ステッフによって1856年に作曲された賛美歌「やあ、兄弟達よ、我らに会わないか（英語: Say, brothers, will you meet us）」だったと言われている。ただし、この曲とステッフとの関連性については自身が生前に作曲者として名乗り出なかった点、他の音楽制作に関わらなかった点、ステッフ本人の書き残した手紙以外に物的証拠が存在しない点などから関与を疑問視されている。
ステッフによる作曲という説は1880年代に登場したものであり、英文学者のブランダー・マシューズが1887年に『センチュリー・マガジン』誌で紹介したことを契機に広まった。マシューズによると1856年にサウスカロライナ州チャールトンにある消防団から「困ったことがあれば、我らに会わないか（英語: Say, bummers, will you meet us）」という歌詞に合う曲作りを依頼され、その曲に新たに歌詞が付け加えられるなどして後に讃美歌「やあ、兄弟達よ、我らに会わないか」へと変化したとしている。一方、ジャーナリストのボイド・スタドラーの調査では、1855年または1856年頃にフィラデルフィアのグッドウィル消防隊からバルティモアのリバティ消防隊を歓迎するための歌の作成を依頼され「困ったことがあれば、我らに会わないか」に曲をつけた、とステッフ自身が発言したという。
| Say, brothers, will you meet us (×3) On Canaan's happy shore. (Chorus) Glory, glory, hallelujah (×3) For ever, evermore! | やあ、兄弟たちよ、私たちと会わないか(×3) カナンの幸福の岸辺で （コーラス） 栄光あれ、栄光あれ、神を称えよ(×3) 永遠に、永久に! |

一部の研究者はステッフが作曲する以前に黒人の伝統音楽にルーツを持つとする説を支持している 。このほかジョージア州に住むアフリカ系アメリカ人の婚礼の際に歌われていたとする説、またはスウェーデンの酒宴の歌として生まれたものがイギリスに伝播し船乗りの労働歌として定着したとする説がある。ルーツを特定することは困難であるが様々な文化と民族から影響がもたらされたことは確かで、当時の音楽制作における復興運動の影響もあり自由な作曲が成された 。
歌詞については1858年に出版された『ユニオン・ハープとリヴァイヴァル聖歌隊員』という讃美歌集が内容を確認することが可能な初出文献とされる。

### ジョン・ブラウンの屍
「やあ、兄弟達よ、我らに会わないか」のメロディは、狂信的な奴隷制度廃止論者のジョン・ブラウンの功績を称える唄「ジョン・ブラウンの屍」に引用された。ブラウンは、奴隷所有者に対し武力攻撃を仕掛ける過激な人物で、1859年にバージニア州の連邦武器庫の襲撃に失敗し捕えられ、同年12月2日に絞首刑に処せられた。この後、ブラウンの信奉者たちによって歌が作られ、1861年4月の南北戦争開戦以来、北軍の非公式な行軍曲として兵士によって盛んに唄われた。
| John Brown's body lies a-mouldering in the grave; (×3) His soul's marching on! (Chorus) Glory, glory, hallelujah! (×3) His soul's marching on! | ジョン・ブラウンの屍は墓の中で朽ちつつ横たわる(×3) 彼の魂は進み続ける! （コーラス） 栄光あれ、栄光あれ、神を称えよ(×3) 彼の魂は進み続ける! |

#### キンボールによる証言
1890年、南北戦争の際にボストンの第2歩兵大隊（通称、タイガース大隊）に所属していたジョージ・キンボールは「ジョン・ブラウンの屍は」の成立の経緯について雑誌『ニューイングランド・マガジン』に次の様に記した。
キンボールによると、これらの言葉が兵士の間の決まり文句となり上記した「やあ、兄弟達よ、我らに会わないか」のメロディに合わせて歌われるようになり、いくつかの変遷を経て「ジョン・ブラウンの屍は」が完成した。1861年5月12日に大隊本部のあるウォーレン砦で新兵訓練のための国旗掲揚式を行った際に公式の場において初の演奏がなされ、同年5月または6月から7月にかけて楽譜が出版されたことを契機に流行歌となった。なお、この歌で取り上げられた第2歩兵大隊のジョン・ブラウン軍曹は1862年6月6日にバージニア州にあるラパハノック川を行軍中に水死した。

#### 発展
「ジョン・ブラウンの屍は」はやがてボストン第2歩兵大隊のジョン・ブラウン軍曹ではなく、奴隷廃止論者のジョン・ブラウンとの結びつきを強めると新たなバージョンの歌詞が作られるようになった。その中で最も精巧な歌詞はウィリアム・ウェストン・パットンによって作詞され1861年10月に『シカゴ・トリビューン』紙に発表された。パットンは南北戦争当時は牧師を務めていたが、後にワシントンD.C.のハワード大学の学長となった人物である。
| Old John Brown’s body lies moldering in the grave, While weep the sons of bondage whom he ventured all to save; But tho he lost his life while struggling for the slave, His soul is marching on. (Chorus) Glory, glory, hallelujah! (×3) His soul's marching on! | ジョン・ブラウン爺さんの屍は墓の中で朽ちつつ横たわり 彼が救おうと試みた、とらわれの息子たちはすすり泣く 彼は奴隷のために苦心し、命を落としたが、 彼の魂は進み続ける （コーラス） 栄光あれ、栄光あれ、神を称えよ!(×3) 彼の魂は進み続ける! |

### リパブリック讃歌の誕生
1861年11月18日、詩人のジュリア・ウォード・ハウは軍事衛生委員を務めていた夫のサミュエル・グリドリー・ハウと共にエイブラハム・リンカーン大統領からワシントンD.C.のポトマック川周辺に駐留していた北軍の演習に招待された。この演習の最中に近隣で南軍との戦闘が発生したためハウ夫妻は馬車で帰路に着いたが戦場へと向かう兵士の一群と鉢合わせとなり道は渋滞した。その間に馬車に同乗していた皆で「ジョン・ブラウンの体は」を歌っていたが牧師のジェームズ・フリーマン・クラークから行軍曲として相応しい詩の作詞を提案された。彼女は宿泊先のウィラード・ホテルに戻ると、旅の疲れから深い眠りについたが夜中にふと目覚めると詩のアイデアを紙に書きとめ北軍兵士を讃える歌を作詞した。
ハウが11月19日に書き記した歌詞は草案の状態であり、さらに修正を加えた歌詞をボストン市発行の『アトランティック・マンスリー』誌へ送った。同誌の編集者であるジェームズ・トーマス・フィールズによって「共和国の戦闘讃歌」と命名され1862年2月号において匿名で発表された。フィールズから作詞者のハウに支払われた報酬は5ドルだったという。『アトランティック・マンスリー』誌1862年2月号に掲載された歌詞は1番から5番まででコーラス部分を含んでいなかったが、同年4月に作詞者と作詞の付いた楽譜がオリヴァー・ディットソン社から出版された際に1番から5番までの歌詞にコーラス部分が加えられた。なお、ハウが11月19日に書き記した草案は1番から6番までの歌詞が含まれていたが、多くの楽譜では6番の歌詞は採用されていない。
「リパブリック讃歌」は発表されると直ちに北軍兵士の間で最も人気の高い歌の1つとなり戦後もアメリカ合衆国の愛国歌として広く唄い継がれている。この歌は音楽教科書や讃美歌集に取り上げられただけでなく、選挙運動の応援歌や労働歌といった内容のものからパロディのものまで様々な替え歌の原曲としても親しまれている。

## 歌詞
歌詞には新約聖書の『ヨハネの黙示録』の影響があり、神の正義を期待する感情と、「Glory, glory, hallelujah!」という神の最終的な勝利を讃える表現が記されている。
|    | 原詩                                                                         | 日本語訳                                                                       |
| -- | ---------------------------------------------------------------------------- | ------------------------------------------------------------------------------ |
| 1. | Mine eyes have seen the glory of the coming of the Lord:                     | 私の眼は主の降臨の栄光を見た                                                   |
| 1. | He is trampling out the vintage where the grapes of wrath are stored;        | 主は、怒りの葡萄が貯蔵されている葡萄酒醸造所を踏み潰す                         |
| 1. | He hath loosed the fateful lightning of His terrible swift sword:            | 恐るべき神速の剣を振るい、運命的稲妻を放った                                   |
| 1. | His truth is marching on.                                                    | 主の真理は進み続ける                                                           |
| 1. | CHORUS:                                                                      | コーラス:                                                                      |
| 1. | Glory, glory, hallelujah!                                                    | 栄光あれ、栄光あれ、神を称えよ!                                                |
| 1. | Glory, glory, hallelujah!                                                    | 栄光あれ、栄光あれ、神を称えよ!                                                |
| 1. | Glory, glory, hallelujah!                                                    | 栄光あれ、栄光あれ、神を称えよ!                                                |
| 1. | His truth is marching on                                                     | 主の真理は進み続ける                                                           |
| 2. | I have seen Him in the watch-fires of a hundred circling camps,              | 私は、ぐるりと取り囲む百ほどの野営のかがり火の中に主を見た                     |
| 2. | They have builded Him an altar in the evening dews and damps;                | 彼らは夜露の中、主のための祭壇を建てた                                         |
| 2. | I can read His righteous sentence by the dim and flaring lamps:              | ほの暗くゆらめくランプの傍らで、主の正しき判決が読める                         |
| 2. | His day is marching on.                                                      | 主の日は進み続ける                                                             |
| 2. | (CHORUS)                                                                     | （コーラス）                                                                   |
| 3. | I have read a fiery gospel writ in burnished rows of steel:                  | 磨かれた銃列の中、私は炎のような福音の書を読んだ                               |
| 3. | “As ye deal with my contemners, so with you my grace shall deal;             | 「汝らが涜神者に罰を与えるように、汝らに恵みを与えよう                         |
| 3. | Let the Hero, born of woman, crush the serpent with his heel,                | 女から生まれた英雄に、そのかかとで、蛇を潰させよ！                             |
| 3. | Since God is marching on."                                                   | 神は進み続けるのだから」                                                       |
| 3. | (CHORUS)                                                                     | （コーラス）                                                                   |
| 4. | He has sounded forth the trumpet that shall never call retreat;              | 主はラッパを轟かせ、決して退却せぬと告げた                                     |
| 4. | He is sifting out the hearts of men before His judgment-seat:                | 主は審判の御座の前で、人々を心をふるいにかける                                 |
| 4. | Oh, be swift, my soul, to answer Him! Be jubilant, my feet!                  | おお、速やかに応えよ、わが魂！ 歓喜せよ、わが脚！                              |
| 4. | Our God is marching on.                                                      | 我らの神は進み続ける                                                           |
| 4. | (CHORUS)                                                                     | （コーラス）                                                                   |
| 5. | In the beauty of the lilies Christ was born across the sea,                  | 海の向こう、美しい百合の中にキリストは生まれた                                 |
| 5. | With a glory in his bosom that transfigures you and me:                      | あなた方と私を変える、御胸の内の栄光と共に                                     |
| 5. | As he died to make men holy, let us die to make men free,                    | 主が人々を聖きものとするため死したように、我らを人々を自由にするため死なしめよ |
| 5. | While God is marching on.                                                    | そして神は進み続ける                                                           |
| 5. | (CHORUS)                                                                     | （コーラス）                                                                   |
| 6. | He is coming like the glory of the morning on the wave,                      | 波の上、朝の栄光のように、主は現れる                                           |
| 6. | He is wisdom to the mighty, He is honour to the brave;                       | 主は力強き人々には智慧、勇ましき人々には救軍                                   |
| 6. | So the world shall be His footstool, and the soul of Time [wrong] His slave, | 世界は主の御足台となり、時の［悪しき］魂は主のしもべとなる                     |
| 6. | Our God is marching on.                                                      | 我らの神は進み続ける                                                           |
| 6. | (CHORUS)                                                                     | （コーラス）                                                                   |

## 影響

### アメリカ合衆国

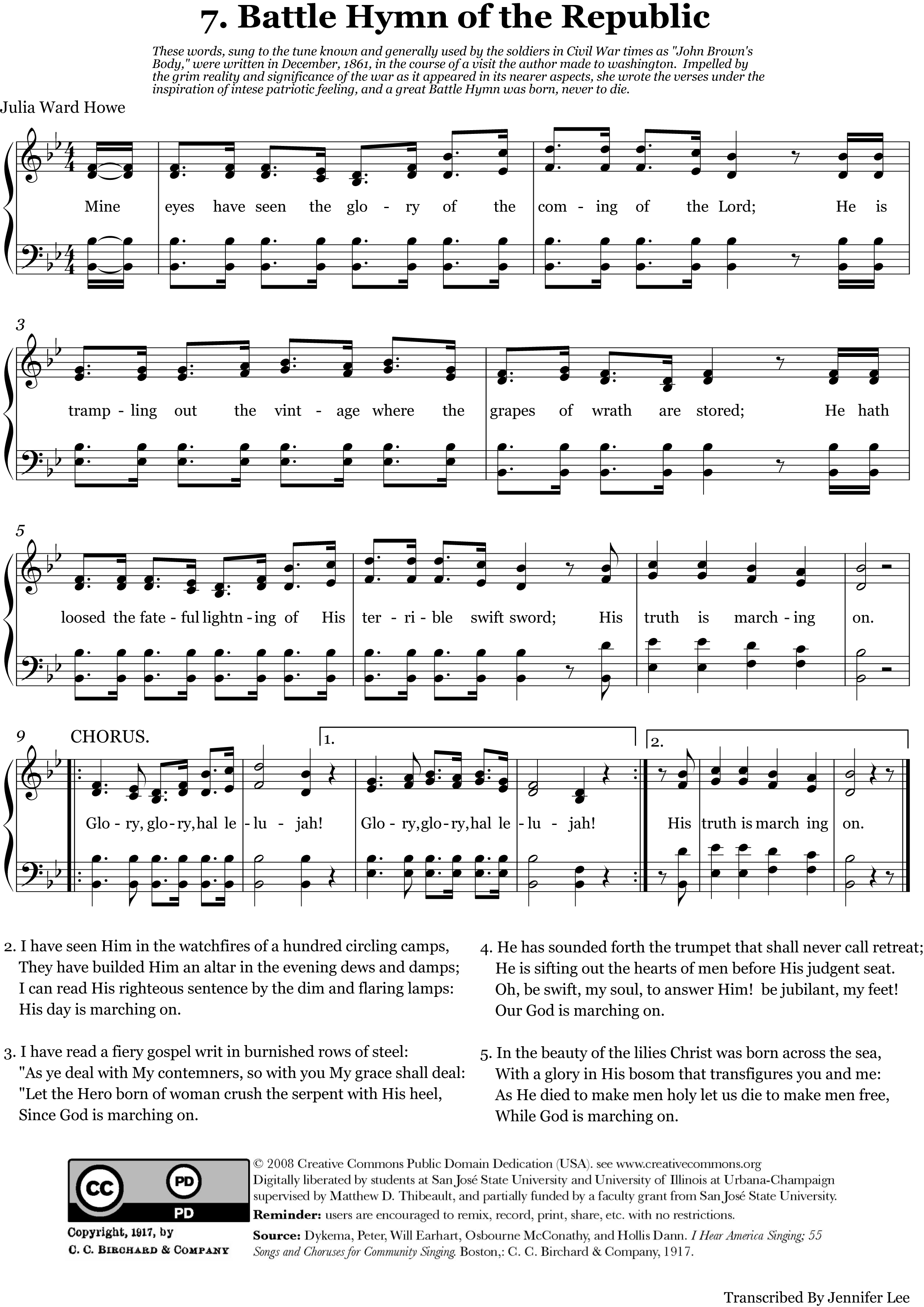
リパブリック讃歌の楽譜

「リパブリック讃歌」や「ジョン・ブラウンの体は」は様々な替え歌の原曲としても親しまれている。アメリカ合衆国では著名なものでは子供向けのレクリエーション・ソング「ジョン・ブラウンの赤ちゃん（英語: John Brown's Baby）」、苛烈な学校生活を揶揄した「激しい学校（英語: The Burning of the School）」、第二次世界大戦の際には空挺部隊の新兵が降下に失敗し凄惨な死を迎えた状況を歌った軍歌「空挺部隊の歌」、20世紀初頭には労働組合のための行進曲「団結よ永遠なれ」が作られた。
南北戦争の時代には「リパブリック讃歌」のメロディを用いた「第1アーカンソー連隊行進曲」という替え歌が作られた。この歌はペンシルベニア州のフィラデルフィアで有色人種の部隊を募集するために作成されたもので歌詞には黒人の誇り、闘志、完全なる平等を求める意思などが記されていた。その後、約1世紀近く忘れ去られていたが後の公民権運動の精神を先取りする歌詞が記されていたことから1960年代に多くのミュージシャンによってカバー曲として使用された。
ジョーン・バエズ を始めとして多くのミュージシャンによりカバー曲として使用されている。1959年にモルモンタバナクル合唱団がグラミー賞において「コーラス・グループ」部門と「ヴォーカル・グループ」部門のベスト・パフォーマンス賞を受賞した。エルヴィス・プレスリーは1972年に北軍の軍歌である「リパブリック讃歌」と南軍の軍歌である「ディキシー」をメドレー形式で歌った「アメリカの祈り」という曲を発表した。
作家のジョン・スタインベックは1939年に小作農民の苦難を描いた『怒りの葡萄』を発表したが、この題名はリパブリック讃歌の一節「彼は怒りの葡萄が蓄えられた貯蔵庫を踏みつけ…」に由来している。
1959年に公開されたレッド・ニコルズ の自伝的映画『5つの銅貨』では挿入歌として使用されているが、ルイ・アームストロングの演奏中にニコルズが飛び入り参加しコルネットで「リパブリック讃歌」をソロ演奏するシーンがある。
歌詞の最初のライン「私の眼は神の降臨と栄光を見た」は、マーティン・ルーサー・キング・ジュニア牧師が暗殺の前夜（1968年4月3日）に行なった演説「私は山頂に達した（英語: I've Been to the Mountaintop）」の最後の一節として引用された。
1970年に公開された第二次世界大戦中のヨーロッパ戦線を舞台としたコメディ戦争映画『戦略大作戦』の中でBGMとして用いられた。

### 日本
日本では、明治期の1890年にクリスマスの子供讃美歌集『童蒙讃美歌』（奥野昌綱、戸川安宅による作詞）の「うたへいはえ」として初めて紹介された。一般向けの讃美歌としては「あくまとたゝかへ」が初めて採用され1898年に三谷種吉によって編纂された『基督教福音唱歌』に収録された。1902年には初の楽譜付き軍歌集『日本軍歌』に「すすめすすめ」（戸川安宅による作詞）として収録された。
また替え歌としても1905年に早稲田大学に初の応援組織が結成された際に野球応援歌が作られ1907年に出版された『早稲田歌集』に収録された。陸軍中央幼年学校では堅苦しい教科を揶揄した「学科嫌い」という歌が作られ10期生（陸士25期生）が自費出版した歌集『百日祭』に収録された。この歌集は、すぐに没収・焼却処分されたが口伝えで太平洋戦争終結時まで歌い継がれた。
大正期には神長瞭月作詞の「薔薇の唄」が演歌師に歌われ女学生の間で流行した。また、浅草オペラの興隆と共にオペラソングのメロディとして歌われた。
昭和期には1932年にアメリカ合衆国出身のバートン・クレーンが「誰方かやるじゃろ」として発表したが、脈絡のない歌詞が特徴となっている。1940年には永田哲夫・東辰三作詞、灰田有紀彦編曲による「お玉じゃくしは蛙の子」が作られ灰田勝彦の発表したレコード「こりゃさの音頭」のB面に収められヒットした。「お玉じゃくしは蛙の子」の元々のメロディは灰田兄弟の出身地であるハワイの民謡「ナ・モク・エハー」をモチーフとしたものだったが間奏に「リパブリック讃歌」のメロディを用いたことから、やがて「リパブリック讃歌」の替え歌として認知されるようになった。
初出の時期は定かではないが「ジョン・ブラウンの赤ちゃん」を訳した「権兵衛さんの赤ちゃん」や「太郎さんの赤ちゃん」、主題をおはぎに置き換えた「おはぎがお嫁に」などの替え歌が作られ、動作をつけたり歌詞の一部を抜いたりして歌う「遊び歌」として親しまれた。「権兵衛さんの赤ちゃん」や「太郎さんの赤ちゃん」は戦後すぐに松田稔が編纂した歌集『楽しい歌』に収録されキャンプソングとして、また幼児教育の現場において必修曲として用いられ誰にでも気軽に親しめる歌として定着している。
1965年には詩人の阪田寛夫が日本放送協会 (NHK) の音楽番組『歌のメリーゴーランド』から「リパブリック讃歌」に合う日本語による歌の作詞を依頼され「ともだち讃歌」が作られた。この歌は1971年に東京書籍の教科書『新しい音楽4』に採用されると、その後も音楽教科書に使用されている。「ともだち讃歌」は1967年2月発売のLP『歌のメリーゴーラウンド第3集』（日本コロムビア KKS-4005）に東京マイスタージンガーと杉並児童合唱団の歌で収録されている。
子供向け番組『けんたろうとミクのワイワイキッズ』では羽生未来の作詞による英語詞の「One Big Family」が歌われた。同曲は1999年発売のCDアルバム『みくちゃんとうたっておどろう ワイワイソング!』などに収録されている。
その他には歌詞にウルトラシリーズのキャラクターを歌いこんだ「1丁目のウルトラマン」（一丁目のウルトラマン）という替え歌がある。このバージョンは1990年代後半には既に知られていた。「1丁目のウルトラマン」は元々阿部直美が作詞・作曲した童謡「1丁目のドラねこ」（いっちょうめのドラねこ）の替え歌として作られたものだったがその後「リパブリック讃歌」の替え歌として歌われるようになった。このバージョンは新たな歌詞を追加した上で2013年4月17日に『ウルトラマンメビウス』でアマガイ・コノミを演じた平田弥里の歌でCD発売された。
1993年には特撮ヒーロー番組『五星戦隊ダイレンジャー』のイメージソング「誓い（リパブリック賛歌-アメリカ民謡）」がアルバム『五星戦隊ダイレンジャー ヒット曲集』に収録された。冒頭で原曲メロディに合わせ「ダイレンジャーになるための誓い」が歌われ、その後は別の曲調となる構成。
CMソングに使用されることもあり、ヨドバシカメラのCMソング「ヨドバシカメラの歌」のメロディとして知られる。このCMソングは同社社長の藤沢昭和の作詞によるもので1975年の新宿西口本店の開店に合わせてテレビCMや店内放送として流されると広く親しまれるようになった。その後、時代の流れに合わせたマイナーチェンジや各店舗ごとにアレンジした歌が作られるなどの変遷を経て2000年代に至っている。2017年には「リパブリック讃歌」にKAKKYが作詞したものがダイコクドラッグの店内放送として流されている。このほか、東海地方では『メガネプラザ』や『オリエンタル』、関西地方では『さくら漬』や『X'cit』（上新電機とヨドバシカメラの合弁店舗・2013年の時点では閉店）、佐賀県では『さがびより』のCMにも替え歌が使われている。
1994 FIFAワールドカップ・アジア地区予選において、日本代表サポーターにより「リパブリック讃歌」のメロディに乗せたチャントが歌われた。歌詞の内容は「アメリカへ行こう。皆で行こう」とシンプルなものだったが、1993年4月8日に神戸で行われた1次予選のタイ戦から同年10月28日にカタールのドーハで行われた最終予選のイラク戦（ドーハの悲劇）に至るまで歌われた。また、サッカークラブの横浜F・マリノスや北海道コンサドーレ札幌のサポーターが歌うチャントのメロディとして用いられている。
プロ野球では、千葉ロッテマリーンズがホセ・フェルナンデス・ホセ・オーティズの両外国人選手の応援歌として使用。韓国・ロッテジャイアンツでもチームの応援歌として歌われている。
2015年に公開された「劇場版　ガールズ&パンツァー」の挿入歌としても使われている。
2018年に公開されたアニメーション映画『クレヨンしんちゃん 爆盛!カンフーボーイズ〜拉麺大乱〜』では、ももいろクローバーZの歌う挿入歌「ブラックパンダラーメン讃歌」のメロディとして使用されている。
ゲーム『地球防衛軍4』においても、歌詞をゲームに合わせて改変され、PVやゲーム内で使用されている。

### 北アイルランド
アイルランド共和軍 (IRA) の歌「ベルファスト旅団」 のメロディに使われた。アイルランド独立戦争中の第一ベルファスト大隊または西ベルファスト大隊の活躍が歌われている。サッカー北アイルランド代表サポーターの歌うチャント「俺達はブラジルじゃない、俺達は北アイルランドだ（英語: We're not Brazil, we're Northern Ireland）」のメロディとして用いられている。

### イングランド
イギリスの政治家で第二次世界大戦の際に首相を務めたウィンストン・チャーチルのお気に入りの曲でもあった。1965年に行われた国葬の際には家族からの要望もあり彼が生前に愛聴していた2、3の賛美歌と共に「リパブリック讃歌」が演奏された。
「リパブリック讃歌」のメロディはイングランドではサッカーの試合においてサポーターの歌うチャント「グローリー・グローリー」としてマンチェスター・ユナイテッドFC、トッテナム・ホットスパーFC、リーズ・ユナイテッドFC などのサッカークラブで用いられている。

### ロシア
ロシア帝国末期からソビエト連邦初期の作曲家のアレクサンドル・グラズノフは1893年にクリストファー・コロンブスのアメリカ大陸発見400年を記念してシカゴで催された万国博覧会のために「リパブリック讃歌」をモチーフとした管弦楽曲「勝利の行進曲 作品40」を作曲した。

### ケニア
東アフリカのケニアでは1963年の独立の際に大統領のジョモ・ケニヤッタが先頭に立ち民衆に団結を呼びかける「ハランベー」という言葉がスローガンとなったが、それに伴い「リパブリック讃歌」のメロディに乗せた「ハランベー・ソング」という歌が唄われた。「ハランベー」とはスワヒリ語で農村共同体が力を合わせて共同作業に務めることを意味する。

### ベトナム
中越戦争に際し、1979年に「リパブリック讃歌」のメロディに乗せた Hãy tiếp tục đoàn kết với Việt Nam 「ベトナムとの団結を続けよう」という曲がつくられた。